# Loie Hollowell
Loie Hollowell, née en 1983 à Woodland, est une artiste peintre américaine.

## Biographie
Originaire du Minnesota, Loie Hollowell est titulaire d'une licence de l'Université de Californie à Santa Barbara, et d'un Master of Fine Arts en peinture de l'Université du Commonwealth de Virginie. Elle apprend à peindre auprès de son père, professeur d'art à la retraite de l'Université de Californie à Davis. Ses efforts se concentre tout d’abord sur des autoportraits et des paysages de désert composés de symboles personnels. Elle comme à s'orienter vers des formes plus abstraites après une interruption volontaire de grossesse, et s’appuie sur cette expérience pour développer son art.

## Carrière artistique
Loie Hollowell réalise des peintures abstraites biomorphiques qui suggèrent la spiritualité et la sexualité. Son travail s'inspire des traditions de la peinture tantrique. Ses œuvres sont notamment comparées à celles de l'artiste Georgia O'Keeffe,. Elle est également influencée par les futuristes italiens, les peintres néotantriciens indiens et les transcendantalistes,.
Les peintures de l’artiste ont été décrites comme des "paysages corporels abstraits" par Martha Schwendener de The New York Times. Loie Hollowell utilise régulièrement la forme de la mandorle pour représenter l'imagerie vaginale, et l'ogee, qui provient de l'architecture islamique, pour représenter les seins. Pour Genevieve Allison, critique d’art pour le média Artforum : "Contrairement à de nombreux praticiens de l'imagination masculine pure qui déconstruisent et déforment violemment le corps féminin (pensez à Picasso, de Kooning, Koons, Currin et Carroll Dunham), Loie Hollowell suspend les parties du corps non pas comme des organes sexuels isolés mais comme des éléments d'une cosmologie vitale et cohérente".
Pour l’exposition Dominant / Recessive présentée en 2018 à la Pace Gallery, Loie Hollowell s’inspire de sa récente grossesse et s'intéresse largement à ce que signifie habiter un corps. Les œuvres utilisent également un symbolisme mystique et explorent la relation entre la profondeur, la couleur et la dimensionnalité.
Loie Hollowell est représentée par la Pace Gallery,. Elle vit et travaille à New York. Son studio est basé Ridgewood dans le Queens.

## Expositions
Parmi une liste non exhaustive :
- Lost, National Gallery of Saskatchewan, Canora, Canada, 20 décembre 2008 - 20 janvier 2009
- I Repeat Myself, Gregory Kondos Gallery, Sacramento City College, du 1er au 31 octobre 2008
- Middle Ground, Aéroport international de Richmond, Virginie, 1er novembre 2011 - 27 février 2012
- Mother Tongue, Feuer/Mesler, New York, du 27 octobre au 18 décembre 2016
- Point of Entry, Pace Palo Alto, Californie, 20 septembre 2017 - 2 novembre 2017
- Dominant / Recessive, Pace Gallery, 6 Burlington Gardens, Londres, 28 août 2018 - 20 septembre 2018[11]
- Switchback, Pace Gallery, 15C Entertainment Building, 30 Queen's Road Central, Hong Kong, 27 mars 2018 - 31 mai 2018[12]